# Bergens Blonde
Bergens Blonde is een witschimmelkaas uit Bergen, Noord-Holland. 

## Achtergrond
De kaas werd eerst gemaakt in een kleine ruimte van 2,5 op 2,5 m in het woonhuis van de maker. In 2009 is hij aan de hand van recepten van het internet beginnen experimenteren. Later startte hij het bedrijf Bergerkaas en in 2010 werd Bergens Blonde voor het eerst verkocht.

## Productie
De kaas wordt geproduceerd van biologische gepasteuriseerde koemelk en is een volledig biologisch product. Witschimmelkaas zoals Brie of Camembert is vrij lastig om te produceren, bij de rijping moet de kaas in verschillende ruimtes met verschillende luchtvochtigheid en temperatuur verblijven. Na het pasteuriseren en afkoelen wordt zuursel en stremsel toegevoegd, samen met de schimmels Penicillium candida. Dan gaan ze drogen en koelen. Na een eerste rijping wordt de kaas in speciaal papier voor witschimmelkaas verpakt. Hierin zitten kleine gaatjes waardoor de kaas kan ademen en verder rijpen. Na één à twee weken is de kaas klaar.

## Smaak
Bergens Blonde is lang houdbaar, twee weken na het verpakken is de kaas jong en al eetbaar, na tien weken smaakt de kaas sterk naar paddenstoelen en bosgrond, het heeft dan de typische camembertsmaak. 
De kaas wordt in diverse restaurants geserveerd, als vooraf, op brood, als hoofdgerecht en op de kaasplank. Daarnaast is de kaas verkrijgbaar in biologische winkels.

## Crowdfunding
Het groeikapitaal van Bergerkaas wordt bijeen gebracht via crowdfunding: klanten en belangstellenden kunnen via deze financieringsvorm deelnemen aan het bedrijf. De nieuwe kaasmakerij staat op het terrein van de GGZ in Heiloo.